# سکامپیتلا
سکامپیتلا (به ایتالیایی: Scampitella) یک کومونه در ایتالیا است که در استان آولینو واقع شده‌است. سکامپیتلا ۱۵ کیلومتر مربع مساحت و ۱٬۳۱۹ نفر جمعیت دارد و ۷۲۰ متر بالاتر از سطح دریا واقع شده‌است.